# バスキタ!
バスキタ！は、株式会社メディア・マジックが提供するバスロケーションサービス。バスのリアルタイム情報をスマートフォンなどのモバイル端末やパソコンなどで閲覧することができる。
なお、熊本県の「バスきたくまさん」とは、全く別のサービス。

## 提供機能・サービス

### 一般利用者向け
スマートフォンなどのモバイル端末やパソコンなどで、バスの運行状況（現在位置など）をリアルタイムに確認できるシステム。
主なサービス内容
バスマップ（バスの現在地および経路表示機能）
マイバス（路線登録機能）
ルート検索/のりば確認機能
サービス時間
対象路線の初便 - 終便
対応機種
スマートフォン
Android OS4.1 以降のAndroid端末
iOS 5.0以降の対応機種（推奨機種：iPhone 4S以降）
フィーチャーフォン
非対応

### バス事業者向け
管理画面およびバスに設置する端末で以下の機能、サービスを利用できるシステム。
主なサービス内容
管理画面での業務状況、バス位置情報の把握。遅延情報統計データの出力、集計。
機能概要
バスマップ
GPSでとらえた車両位置および地図情報をもとに視覚的な情報提供を行うことで、
車両の運行状況をひと目で確認することができる。運行中車両の経路表示も可能。
マイバス
よく調べる路線などを「マイバス」として登録することで迅速な検索を行うことができ、指定した便の情報を到着前に通知させることも可能。
ルート検索/乗り場確認機能
出発地および目的地を選択して運行状況の検索ができるほか、
乗り場が複数ある停留所については該当便の乗り場の位置を確認可能。
時刻表
バス停ごとの時刻表がわかる。バス停ごとの時刻表検索も可能。

## 沿革
- 2013年 - 経済産業省の「平成25年度地域中小企業イノベーション創出補助事業」の採択をうけ開発スタート
- 2014年 - JR北海道バスと実証実験スタート
- 2015年 - 旭川市バスロケ導入調査事業による公開実証実験開始
- 2016年 - 「旭川電気軌道」、「道北バス」、「ふらのバス」、「ニセコバス」でサービス開始
- 2018年 - 「琴参バス」でサービス開始
- 2019年 - 「札幌ばんけいバス」、「JR北海道バス」、「富士急静岡バス」でサービス開始
- 2020年 -「じょうてつ」でサービス開始
- 2024年 - 鳥取県が主体となり「バスキタ！とっとり」がサービス開始

## 導入している会社・路線
- 旭川電気軌道
- 琴参バス
- 札幌ばんけい
- JR北海道バス
- じょうてつ
- 道北バス
- 鳥取県(日本交通・日ノ丸自動車)
- ニセコバス
- 富士急静岡バス
- ふらのバス
- 帝産湖南交通

50音順